# 金子山乡
金子山乡，是中华人民共和国四川省广元市青川县曾经下辖的一个乡。2019年12月，撤销金子山乡，将其所属行政区域划归竹园镇管辖。

## 行政区划
金子山乡撤销前下辖以下地区：
金山村、金院村、大磉村和金石村。